# Отводки

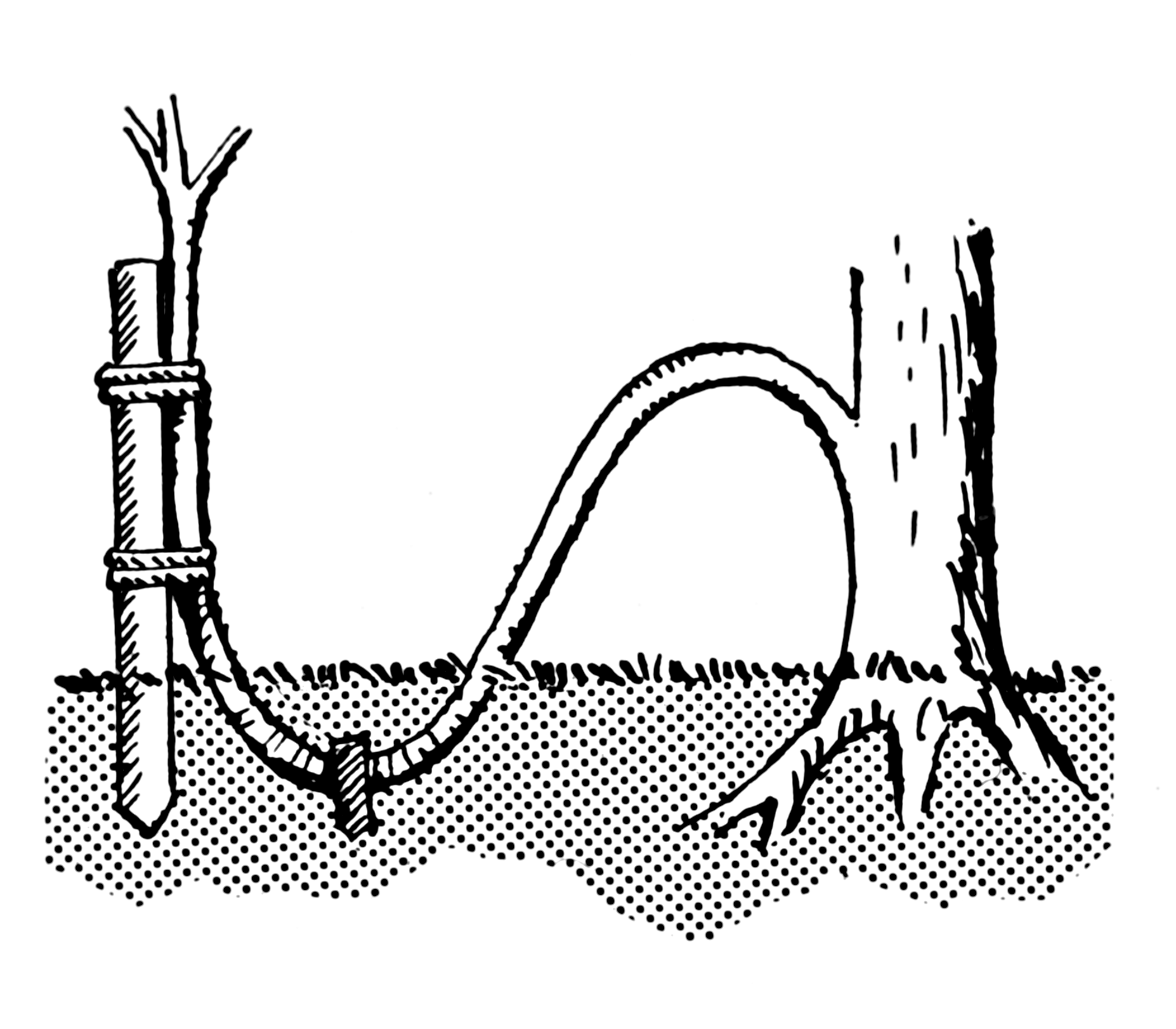

Отво́док — надземный побег растения, который был укоренён, продолжая быть частью родительского растения. Отводки широко используются для вегетативного размножения.
В садоводстве побеги растений для получения отводков обычно прижимают к почве. Ветви некоторых деревьев, например, бука, часто дают корни в месте контакта с почвой, а рододендрон пускает корни там, где соприкасается с землёй его побег. Один из способов очистить от листвы молодой побег — пригнуть до земли и прикопать его в конце весны—начале лета. Важное условие — почва в месте отводка должна быть постоянно влажной. Процесс корнеобразования может длиться от года у одних растений и до полутора-двух лет у других.
Для стимулирования корнеобразования используют надрез побега с дальнейшей обработкой места разреза гормональным порошком.
Воздушные отводки
При выращивании комнатных растений нередко применяется способ получения отводков (так называемых «воздушных отводков») с помощью плёнки, которую обвязывают вокруг стебля и в которую помещают высушенный влажный сфагнум или лёгкую земляную смесь на его основе. Размножение воздушными отводками обычно используют по отношению к растениям, которые имеют толстый стебель.